# Eilema fumidisca
Eilema fumidisca är en fjärilsart som beskrevs av George Francis Hampson 1894. Eilema fumidisca ingår i släktet Eilema och familjen björnspinnare. Inga underarter finns listade i Catalogue of Life.